# Gentzrode

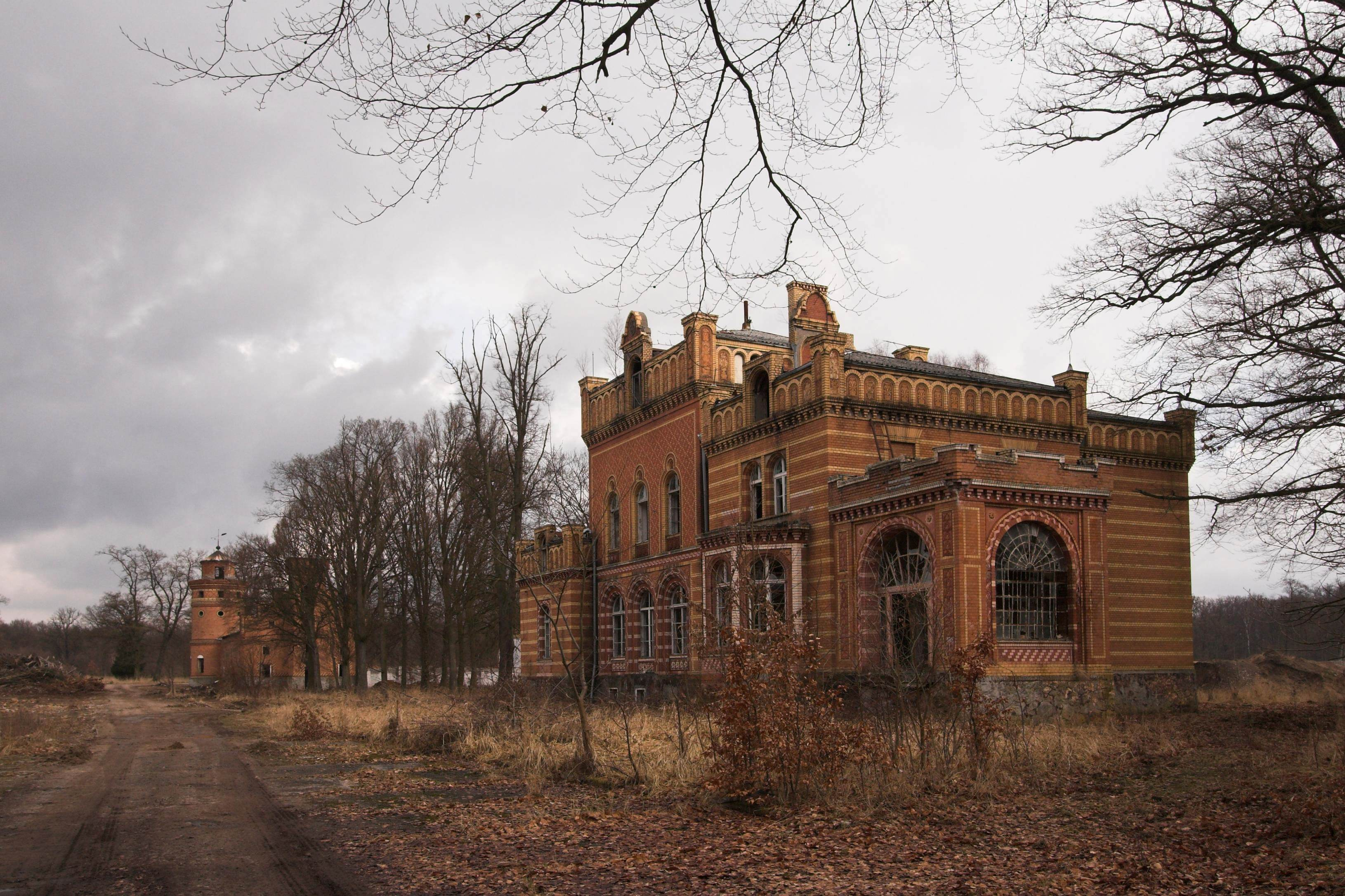
Herrenhaus (vorne) und Kornspeicher Gentzrode (2006)

Die Gutsanlage Gentzrode ist ein denkmalgeschütztes Anwesen auf dem nördlichen Stadtgebiet von Neuruppin der Kreisstadt des Landkreises Ostprignitz-Ruppin im Norden des Landes Brandenburg. Die Guts- und Parkanlage ist ein bedeutendes Zeugnis der Bau- und Gartenkunst des 19. Jahrhunderts. Das Landesdenkmalamt Brandenburg bezeichnet diese außergewöhnliche Anlage als Baudenkmal von landesweiter Bedeutung und stuft es als Denkmal von nationaler Bedeutung ein.
Die Gebäude, die für Alexander Gentz ab 1861 dort im maurischen Stil erbaut wurden, sind Baudenkmäler. Die Parkanlage, ein gestalteter Wirtschaftshof und die Baumschule wurden durch den Begründer des Gutes, Kaufmann Alexander Gentz aus Neuruppin, mit dem Kauf der Grundstücke selbst angelegt.

## Geografie
Die Gutsanlage Gentzrode liegt ca. 6 Kilometer nördlich von Neuruppin auf einer Höhe von 69 m ü. NHN und ca. 1,6 Kilometer westlich vom Tetzensee der in einer Glazialen Rinne des letzten Eiszeitalters liegt und vom Rhin durchflossenen wird.

## Geschichte

### Familienbesitz Gentz 1855 bis 1881
Ab 1855 erwarb der Tuchmacher, Kaufmann und Torfstichbesitzer Johann Christian Gentz die „Kahlen Berge“ und weitere Grundstücke nördlich von Neuruppin, um einen Familiensitz zu begründen. Dort baute sein Sohn Ludwig Alexander Gentz, der ab 1858 die wirtschaftlichen Unternehmungen seines Vaters übernahm, einen landwirtschaftlichen Musterbetrieb auf.
Im Dezember 1857 stellte die Familie Gentz den Antrag auf Namensnennung des 2756 Morgen großen Gutes: Gentzrode. Die Baumschulen und der Park wurden von der Fachwelt aus ganz Deutschland begutachtet und vom Berliner Gartenbaudirektor Gustav Meyer 1873 als „gelungen“ eingeschätzt.- Die Herausforderungen dieses Areals lagen im trockenen Boden.
1859 bis 1862 wurde der Kornspeicher in Gentzrode nach Entwürfen von Carl von Diebitsch erbaut. Sein Tod in Kairo im Juli 1869 verhinderte einen weiteren Auftrag, die Errichtung eines Herrenhauses. Dieses wurde 1876/77 nach Entwürfen von Martin Gropius und Heino Schmieden im Stil des orientalisierenden Historismus erbaut. Eine Familienbegräbnisstätte sollte das Gut abrunden, wurde jedoch von der Stadt Neuruppin abgelehnt.
Für die Arbeit an der zweiten Auflage seiner Wanderungen durch die Mark Brandenburg besuchte Theodor Fontane im Juni 1864 Gentzrode und skizzierte den Kornspeicher mit dem Wohnturm in seinem Notizbuch.
Die Firma Johann Christian Gentz erlitt durch den Geldverfall durch französische Kriegskontributionen ab 1871 und dem Verfall des Torfes zugunsten der Braun- und Steinkohl 1880 Konkurs und wurde 1884 aus dem Firmenverzeichnis gelöscht. Obwohl sich das Gut Gentzrode selbst wirtschaftlich trug, verkaufte es Alexander Gentz, weil sein Bruder Wilhelm sein Erbe – das Gut – ausschlug.

### Verschiedene private Eigentümer 1881 bis 1934
Gentzrode wurde 1881 für 210.000 Mark, ein Bruchteil der Bausumme von 1.000.000 Mark, an die Herren Albert Ebell und Oberamtmann Troll verkauft, die aber wohl nie die Absicht hatten, das Gut längerfristig zu nutzen. Sie verkauften gewinnbringend das Inventar und nach nur zehn Monaten im Juli 1882 auch das Gut selbst für 270.000 Mark an den Maschinenfabrikanten August Wernicke (1836–1915) aus Halle an der Saale. Er wollte das Gut zum Zuckerrüben Anbau nutzen, aber die kargen Böden ließen das nicht zu, so dass er diesen Plan aber schnell aufgab.
Nach nur fünf Jahren im Jahre 1887 tauschte er es gegen das in Posen gelegene Gut Karnowke (seit 1906 Altlinden, polnisch Karnówko), da August Wernicke im nahegelegenen Nakel (polnisch Nakło) die Zuckerfabrik in Rudtke heute Krajowa Spółka Cukrowa ausstattete. Für den Tausch des Guts Karnowke, welches einen Wert von 500 000 Mark hatte, gab er 200.000 Mark dazu, da das Anwesen in Gentzrode nur mit 300.000 geschätzt wurde, und Paul Hoepffner als neuer Eigentümer willigte ein. Dieser veräußerte wiederum im Juni 1888 für 300.000 Mark an den früheren bremischen Konsul in Argentinien, Friedrich Wilhelm Nordenholz.
Von Januar 1887 bis 1902 besaß Paul Hoepffner das Anwesen, danach folgten bis 1934 sechs weitere Besitzer.

### Öffentlich-rechtliche Eigentümer ab 1934 – Militärische Nutzung
„Ab 1934 fiel das Areal an die Deutsche Wehrmacht und wurde unter anderem von Rommels Afrika-Korps genutzt.“ Da es hinter dem Gelände der 1936 erbauten Kaserne des Panzerregimentes Nr. 6 an der Alt Ruppiner Allee lag, wurde von da an als Schießplatz und Munitionslager genutzt.
1945 übernahm es die Rote Armee. Bis zum Sommer 1991 war hier die 112. Garderaketenbrigade der 2. Panzerarmee (Hauptquartier in Fürstenberg) der GSSD/WGT stationiert. Direkt in Gentzrode lagen die 1. und 2. Abteilung sowie das Hauptquartier (Stab) der Raketenbrigade. Die Rote Armee fügte diverse Gebäude hinzu: Zwischen den Häusern entstanden ein Kino, zwei Plattenbauten, zwei Kasernen, ein Heizhaus, eine Kindertagesstätte, eine Sauna und ein Lebensmittelladen für bis zu 5.000 Menschen.
Diese Gebäude wurden nach 1990 abgerissen.

### Verfall ab 1993

#### Eigentum der Bundesrepublik Deutschland ab 1990
Mit dem Beitritt der DDR zur BRD wurde die Liegenschaft entsprechend dem Einigungsvertrag vom Sept. 1990 am 3. Oktober 1990 in das Staatseigentum der Bundesrepublik Deutschland übernommen.
Nach dem Abzug der Roten Armee 1991 bzw. deren rückwärtige Dienste zum 31. Oktober 1993 begann der Verfall der Gebäude und des Areals. Die sowjetische Besatzungsmacht hatte das Denkmal unversehrt übergeben. In den folgenden neun Jahren des Staatseigentums wurde von den zuständigen Behörden nichts unternommen, um dieses einzigartige Denkmal zu erhalten.
1996 war auch der Gutspark noch teilweise erhalten, wie z. B. die Lindenallee mit mehreren Grotten aus Feldsteinmauerwerk und zahlreiche Alleen und abwechslungsreiche Gehölzquartiere.

#### Eigentum Hans-Werner Angendohr ab 2000
Hans-Werner Angendohr, Unternehmer aus Werder, kaufte im Jahre 2000 die komplette Liegenschaft mit rund 500 Hektar Land. Den Plan, hier ein Hotel zu errichten, gaben Angendohr und sein Partner Gert Friedrich von Preußen aufgrund der Hoteldichte um Neuruppin wieder auf. Es bestanden Planungen, das Gutshaus für Ausstellungen und Veranstaltungen zu nutzen und auf dem Gelände eine Ferienanlage zu errichten. Der Eigentümer ließ die meisten der während der sowjetischen Besetzung gebauten, nicht denkmalgeschützten Häuser (wie Stallungen und Scheune) abreißen.
Auch denkmalgeschützte Bauwerke wie das Wohnhaus (erbaut 1859–1861; Abbruch 2004/2010) und das Inspektorenhaus (erbaut um 1905/1910; Abbruch 2004/2010) wurden abgebrochen.
2005 waren noch folgende Bauwerke vorhanden: das Herrenhaus, der Kornspeicher, die prächtige Hochzeitskapelle, die Remise und der von Gentz erbaute Pferdestall, das Gebäude des Jägers von Gentzrode und drei Häuser, in denen einst Torfstecher lebten.
Seit dem Erwerb durch die Eigentümer wurden keinerlei bauliche Erhaltungsmaßnahmen vorgenommen, so dass die Gebäude sich in einem ruinösen Zustand befinden.

#### Eigentum von Volkan Başeğmez und Bilgiç Ertürk ab 2010

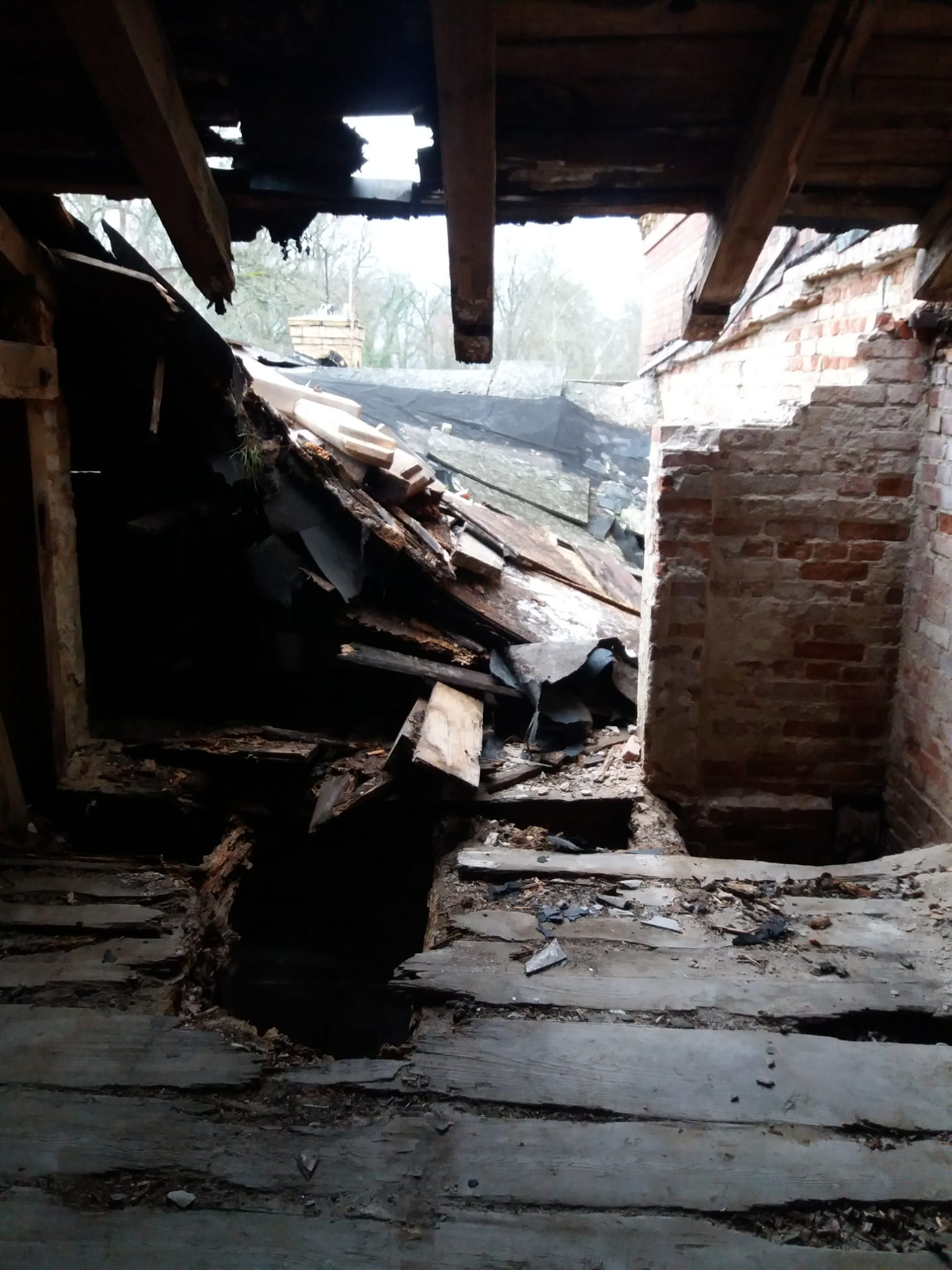
Loch im Dach des Herrenhauses (2020)

2010 haben die türkischen Investoren Volkan Başeğmez und Bilgiç Ertürk Gut Gentzrode erworben. Mit der Planung und Sanierung betraut war der Stuttgarter Architekt Sandro Graf von Einsiedel.
In den folgenden Jahren ist bezüglich der Rettung der historischen Bausubstanz nichts erfolgt und der Verfall beschleunigte sich.
Januar 2016: Die untere Denkmalschutzbehörde hat seit 2010 keinen Kontakt mit den Eigentümern. Die „Gut Gentzrode GmbH“ ist nicht mehr erreichbar.
Januar 2018: Die neuen Planer der Immobilienfirma Weiss und Cie. aus Berlin stellen sich mit einem imposanten Auftritt bei den Stadtverordneten vor.
April 2018: Die Immobilienfirma Weiss und Cie. hat die Planung des Projektes eingestellt.
Der Bürgermeister Jens-Peter Golde gibt entsprechend Rücksprache mit einem Bauphysiker bekannt, dass der Zustand der Gebäude sich nicht jährlich verschlechtere und die Bausubstanz z. Z. noch gut, es aber bald zu spät ist, das märchenhafte Baudenkmal zu retten.
In der offiziellen Denkmalliste des Landes Brandenburg (Stand 9. Oktober 2018) ist noch zu lesen: „Gut Gentzrode, bestehend aus Gutshaus, Kornspeicher & Wohnhaus, Landarbeiterhäusern, Inspektorenhaus, Verwaltungsgebäude, Gutshof und Gutspark“. Jetzt (Stand 22. Februar 2020) nur noch: „Gut Gentzrode, bestehend aus Gutshaus, Kornspeicher, Stallgebäude, Verwaltungsgebäude und Park“.
Bis März 2019 hat es keine weiteren klaren Ergebnisse zur Rettung des Denkmals gegeben. Der Baudezernenten der Stadt Neuruppin Arne Krohn betonte, dass um die Anlage zu retten, unbedingt im Sommer der Verfall aufgehalten werden muss. Falls die Gebäude verfallen, ist dort keine Bebauung mehr möglich, es würde dort wieder Wald entstehen, da es für das Gelände weder Baurecht noch Wasser-, Abwasser- oder Stromanschluss gibt.
Juni 2019: „Für eines der schönsten Baudenkmale weit und breit gibt es nun wohl keine Aussicht auf Rettung mehr. Auch die Denkmalbehörden geben das historische Gentzrode bei Neuruppin nun dem Verfall preis.“ (Reyk Grunow : Märkische Allgemeine Zeitung)
August 2019: Die türkischen Investoren taten bisher aber nichts für die Rettung. Der Abgeordnete Nico Ruhle (SPD) kritisierte, dass der Landkreis und Stadt Neuruppin sich nur gegenseitig die Schuld am Verfall der Gebäude zuschieben aber nichts tun. Laut Aussage des Baudezernenten der Stadt Neuruppin Arne Krohn, weigert sich der Landkreis Ostprignitz-Ruppin dieses Denkmal zu retten.
März 2020: Aufgrund der abgelegenen Lage will die Untere Denkmalschutzbehörde keine ordnungsrechtlichen Maßnahmen gegen die Eigentümer erlassen oder die Sicherung des Denkmals verlangen.
Im April 2020 hat der Denkmalschutz, laut Begründung des Büros des Landrats aus wirtschaftlichen Gründen, das Ensemble aufgegeben; im Fontane-Jahr 2019 wäre dies ein Skandal gewesen. Drei Tage später meldete die Märkische Allgemeine, dass der Denkmalstatus zwar weiter bestehe, aber die historische Anlage nicht gerettet würde. Daraufhin schaltet sich eine Woche später das Landesdenkmalsamt ein und will jetzt einen Plan zur Rettung ausarbeiten lassen.
Am 13. September 2020, dem Tag des offenen Denkmals, kamen über hundert Gentzrode-Unterstützer mit dem Fahrrad zu dem Denkmal. Dazu hatte der „Freundeskreis Gentzrode“ eingeladen. Eine erste öffentliche Begegnung mit dem Generalauftragnehmer des türkischen Immobilienbesitzers fand ohne konkrete Ergebnisse statt.
Laut dem Generalauftragnehmer Steffen Sendler sollen im Jahr 2021 500.000 Euro für Sicherungsmaßnahmen zur Verfügung stehen.

##### Erste Notsicherungen 2022
Ein Treffen der Kerngruppe Gentzrode, bestehend aus Vertretern des Landesdenkmalamtes, des Landesamtes Ostprignitz-Ruppin, der Eigentümergemeinschaft, der Stadt Neuruppin und dem beauftragten Architekten Steffen Sendler führten zu Sicherungen mit Notdächern und ersten konstruktiven Sicherungen des Herrenhauses. Es wurde sich auf eine Erarbeitung eines Masterplanes für die weitere Gestaltung geeinigt.

### Bildergalerie zur Dokumentation des Zustandes
Zustand 2006

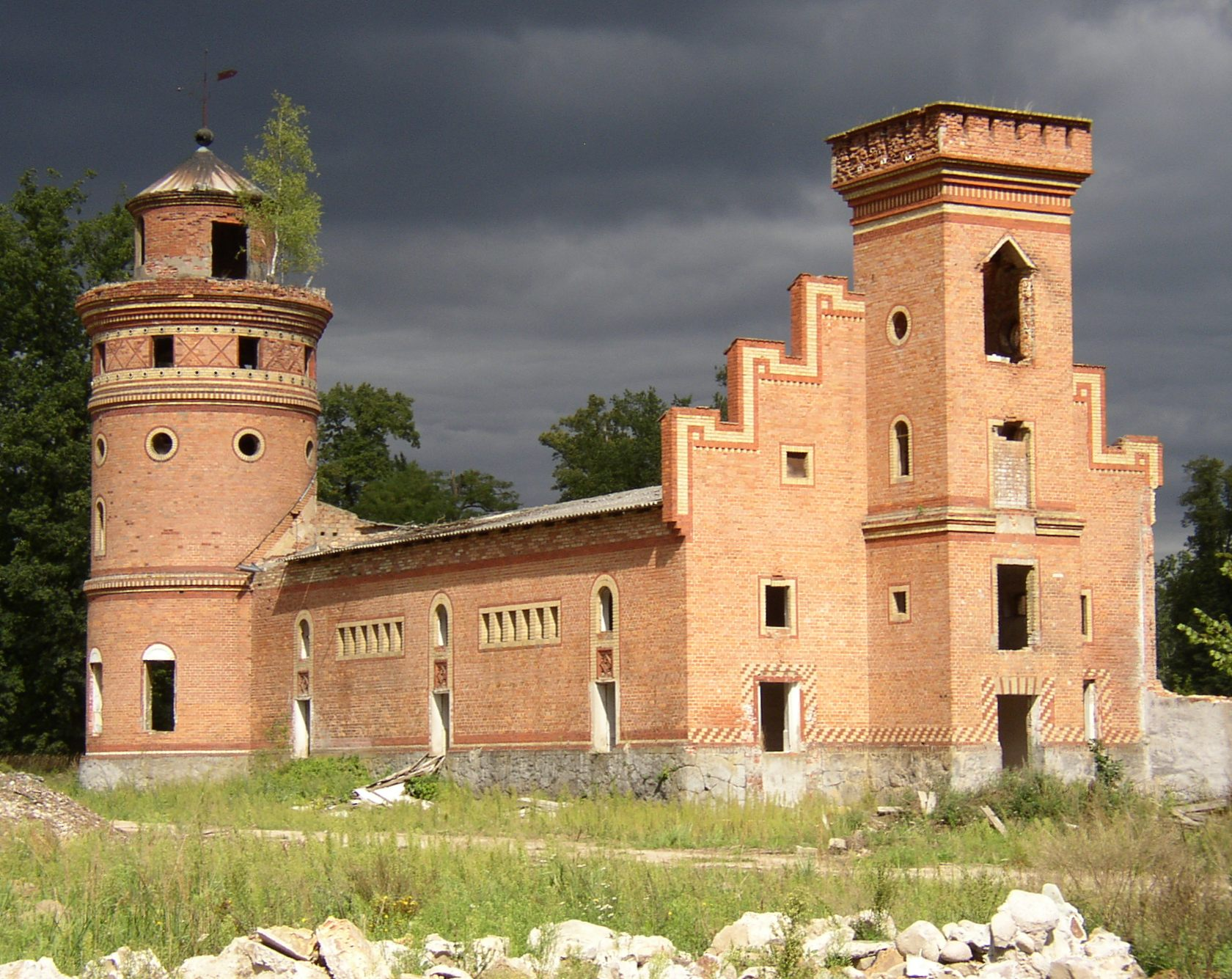
Kornspeicher (2006)
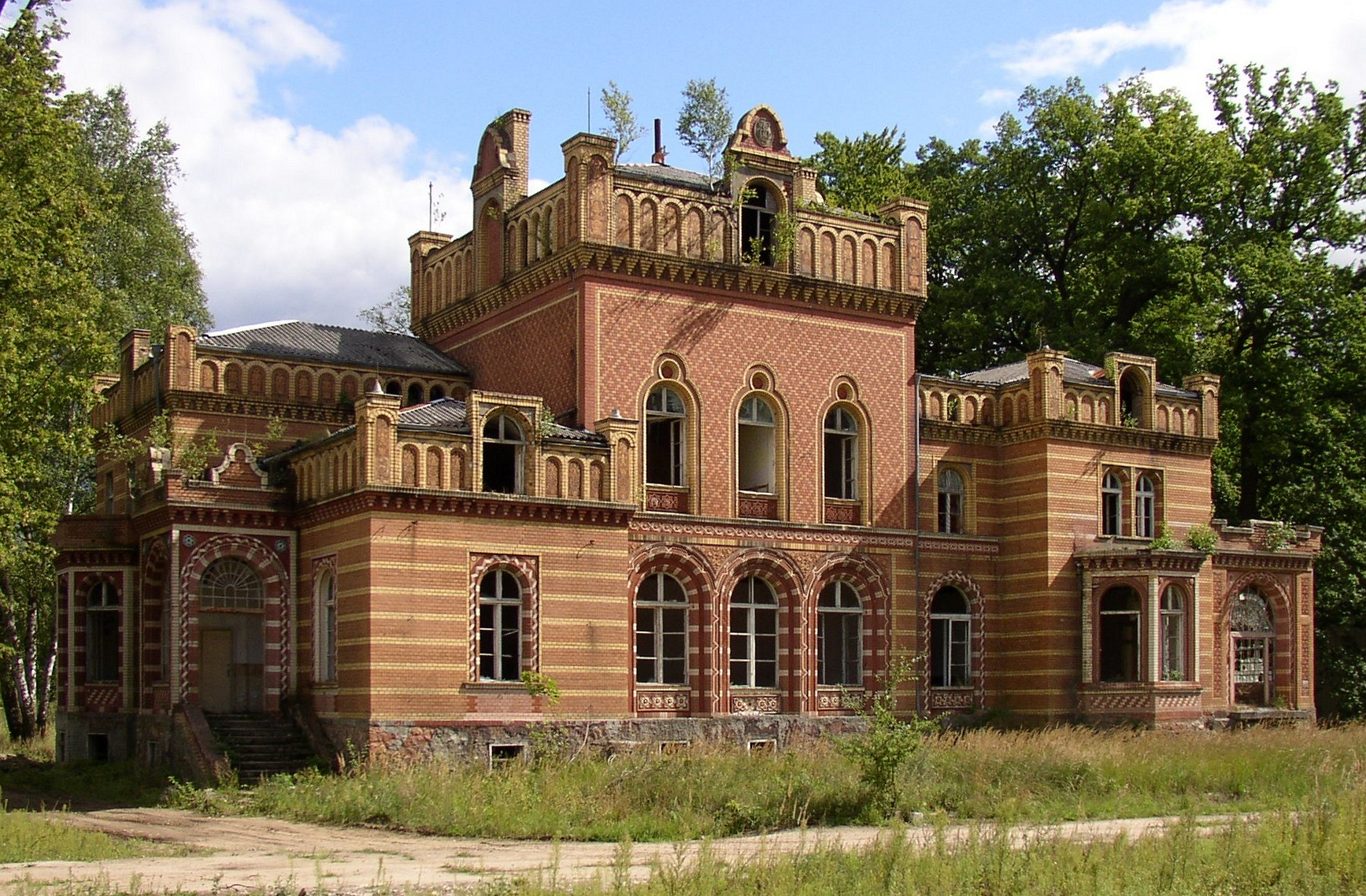
Herrenhaus (2006)
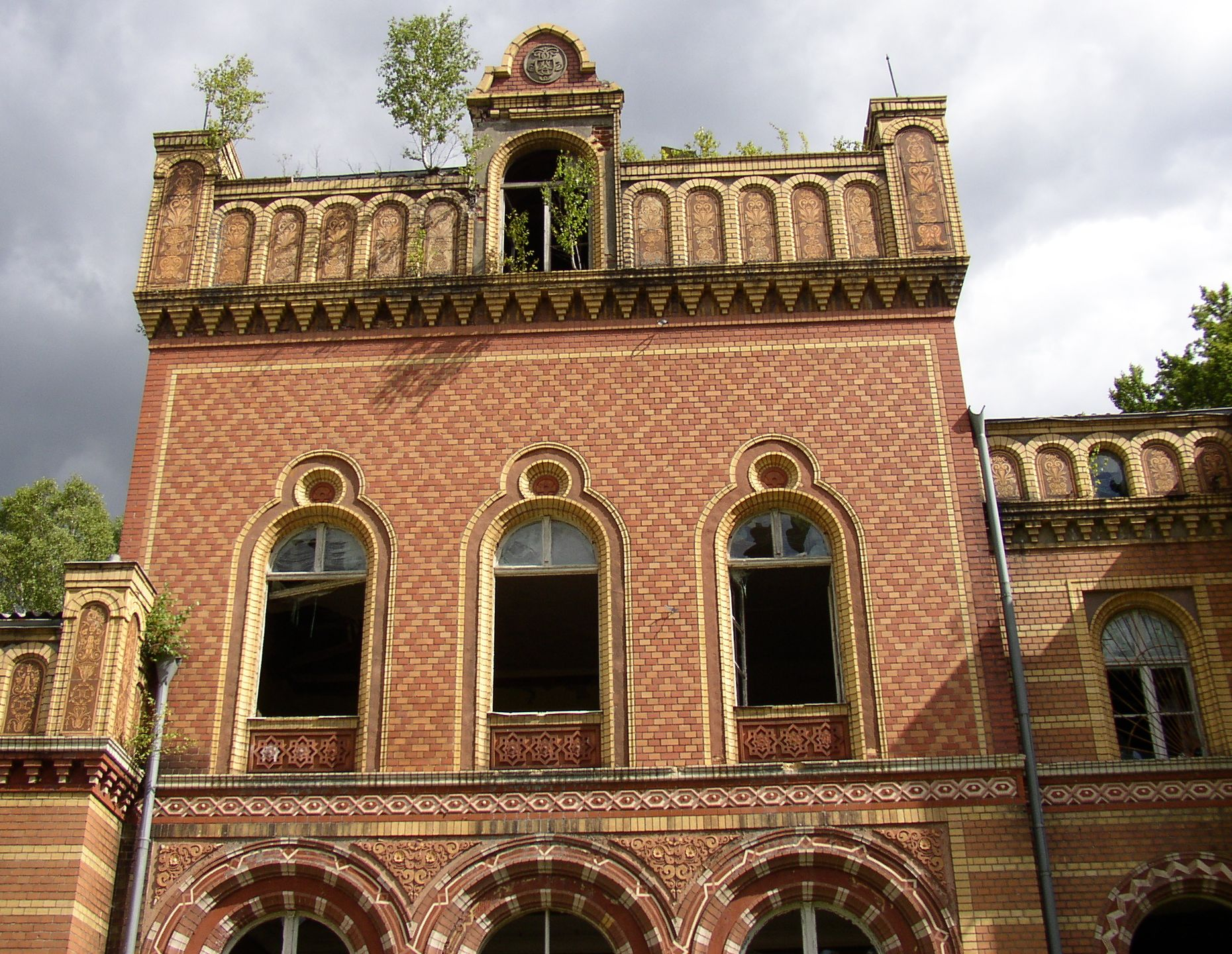
Herrenhaus – Fassade (2006)
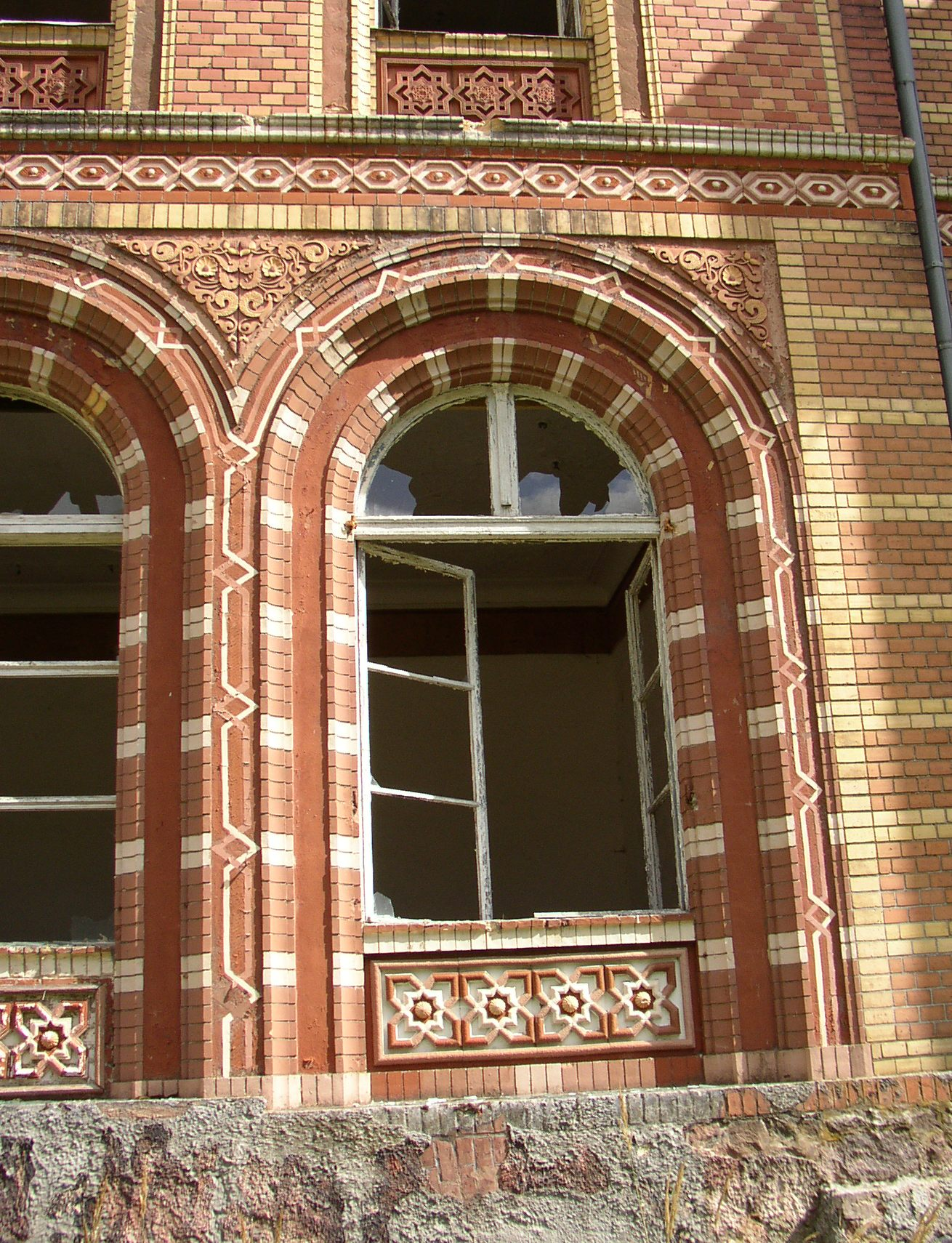
Herrenhaus – Fenster (2006)
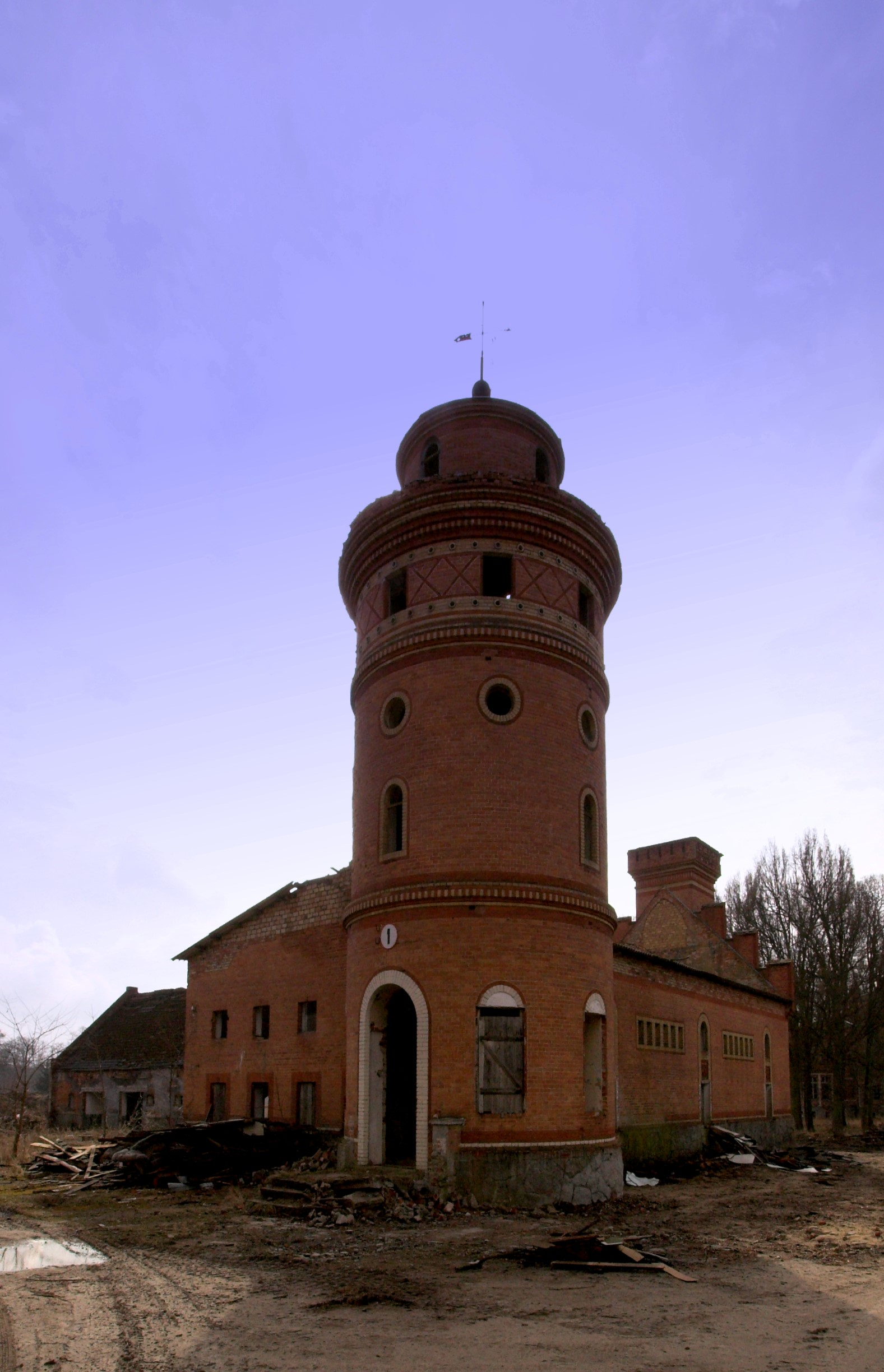
Rundturm des Kornspeichers (2006)
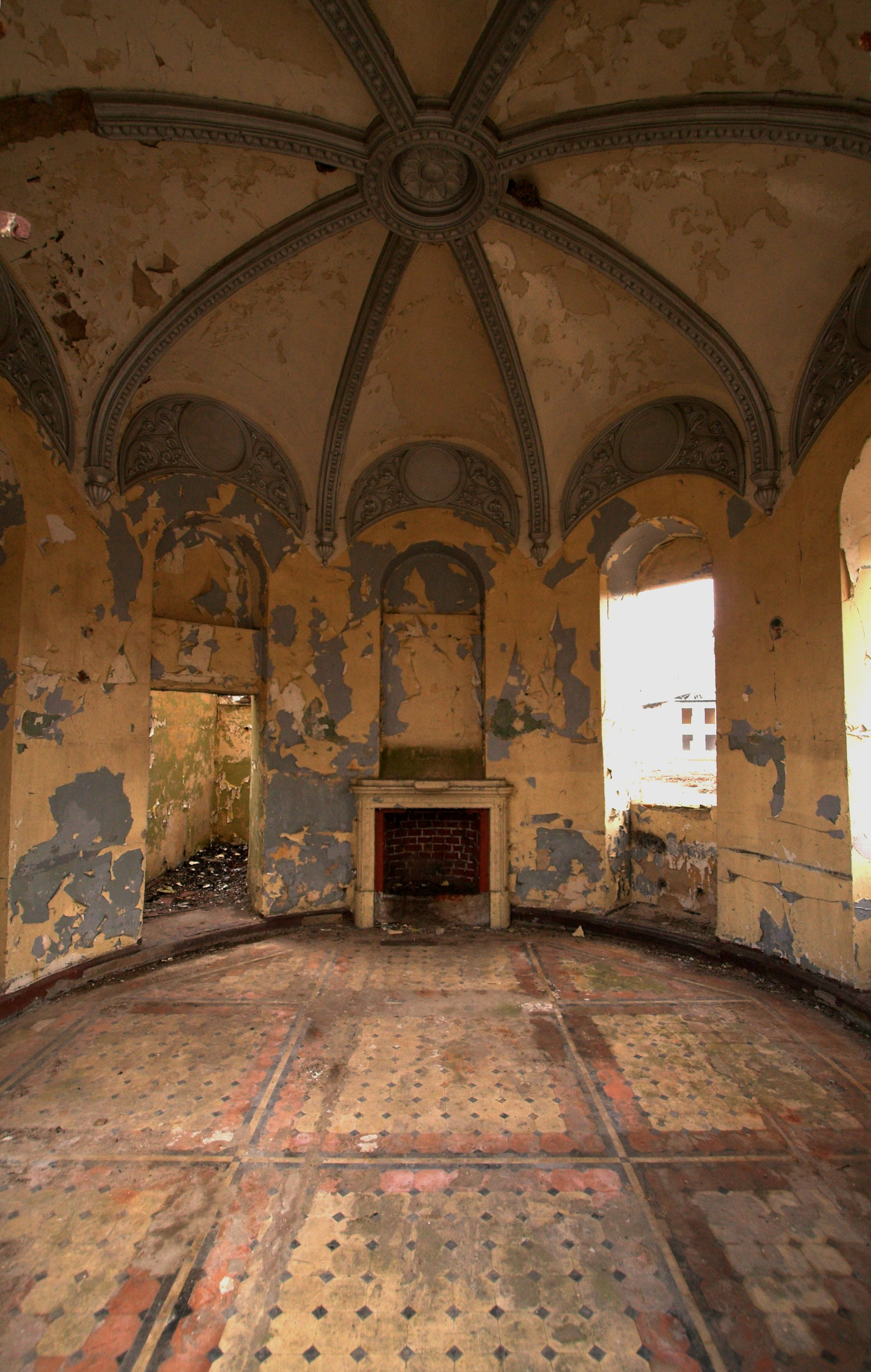
Kaminzimmer im Rundturm des Kornspeichers (2006)

Zustand 2010

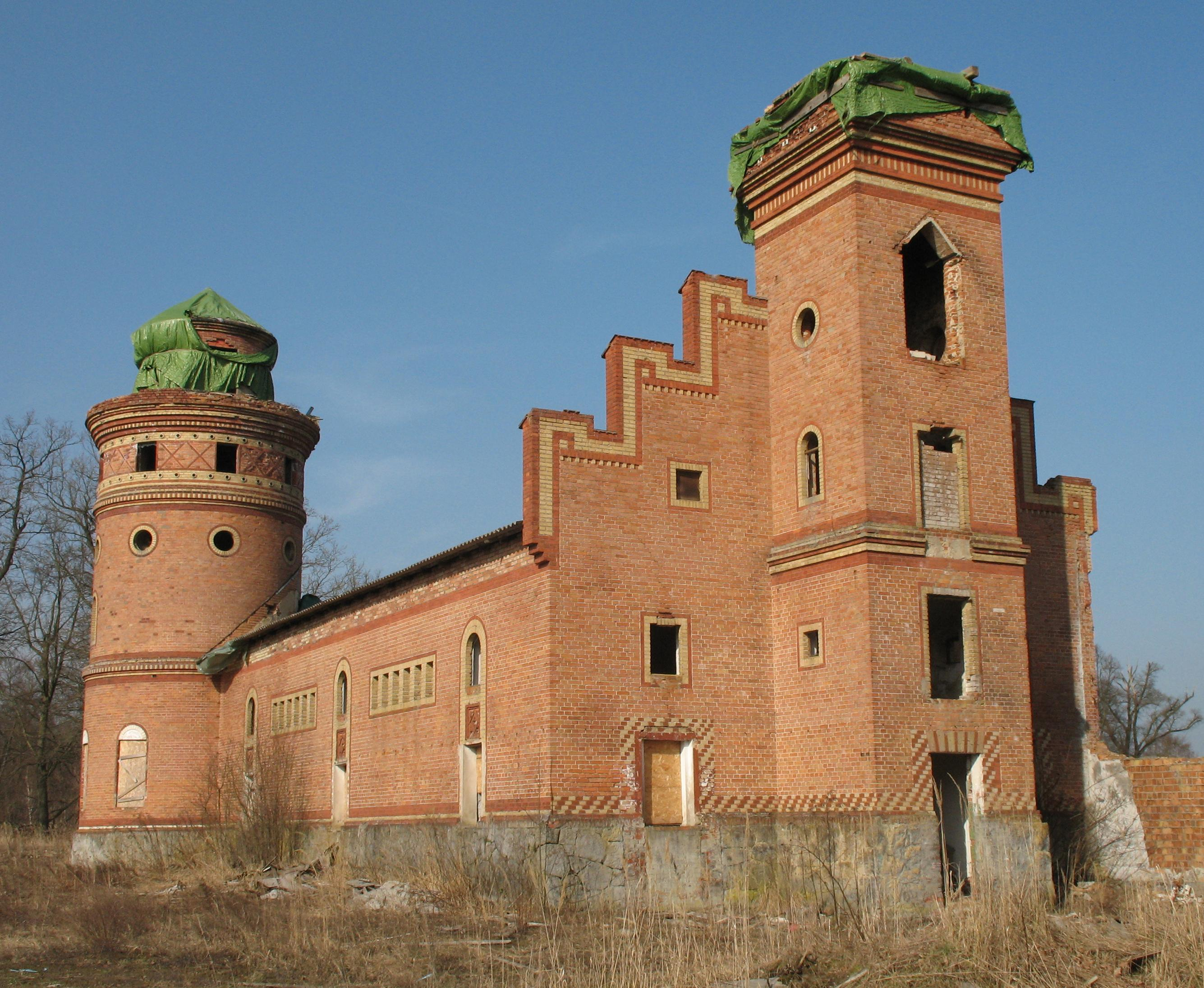
Kornspeicher (2010)
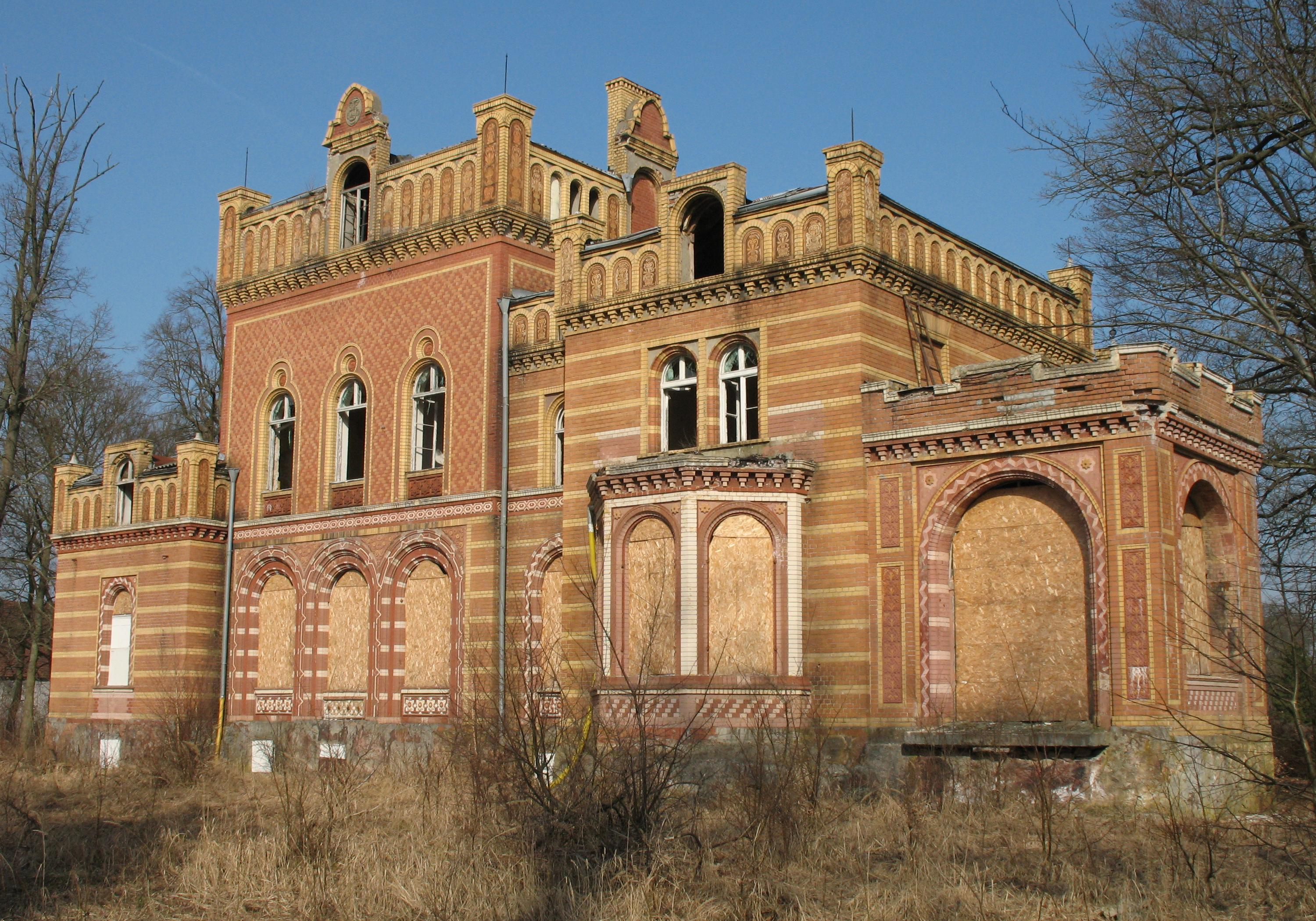
Herrenhaus (2010)
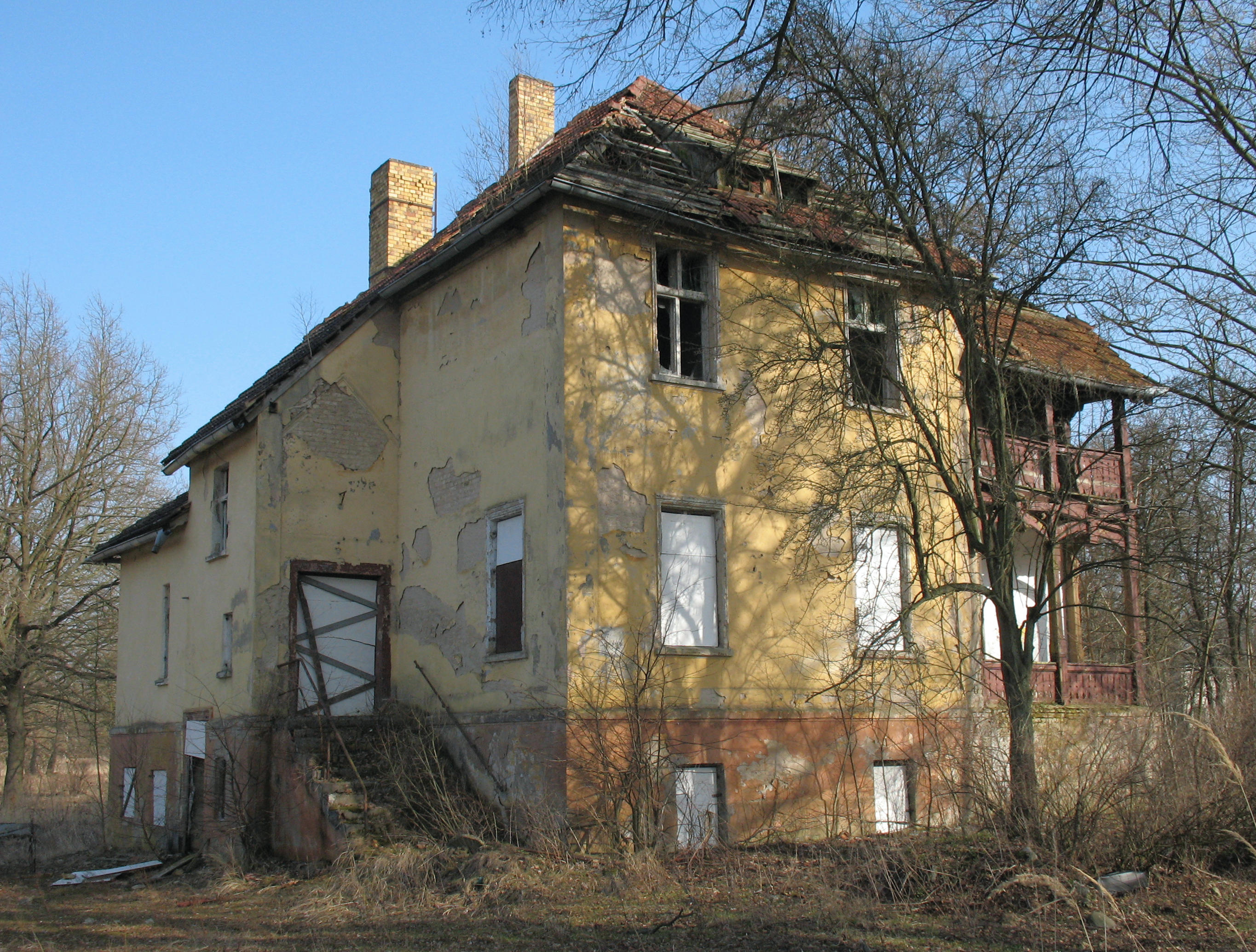
Ehemaliges Wohnhaus (2010)

Zustand 2017

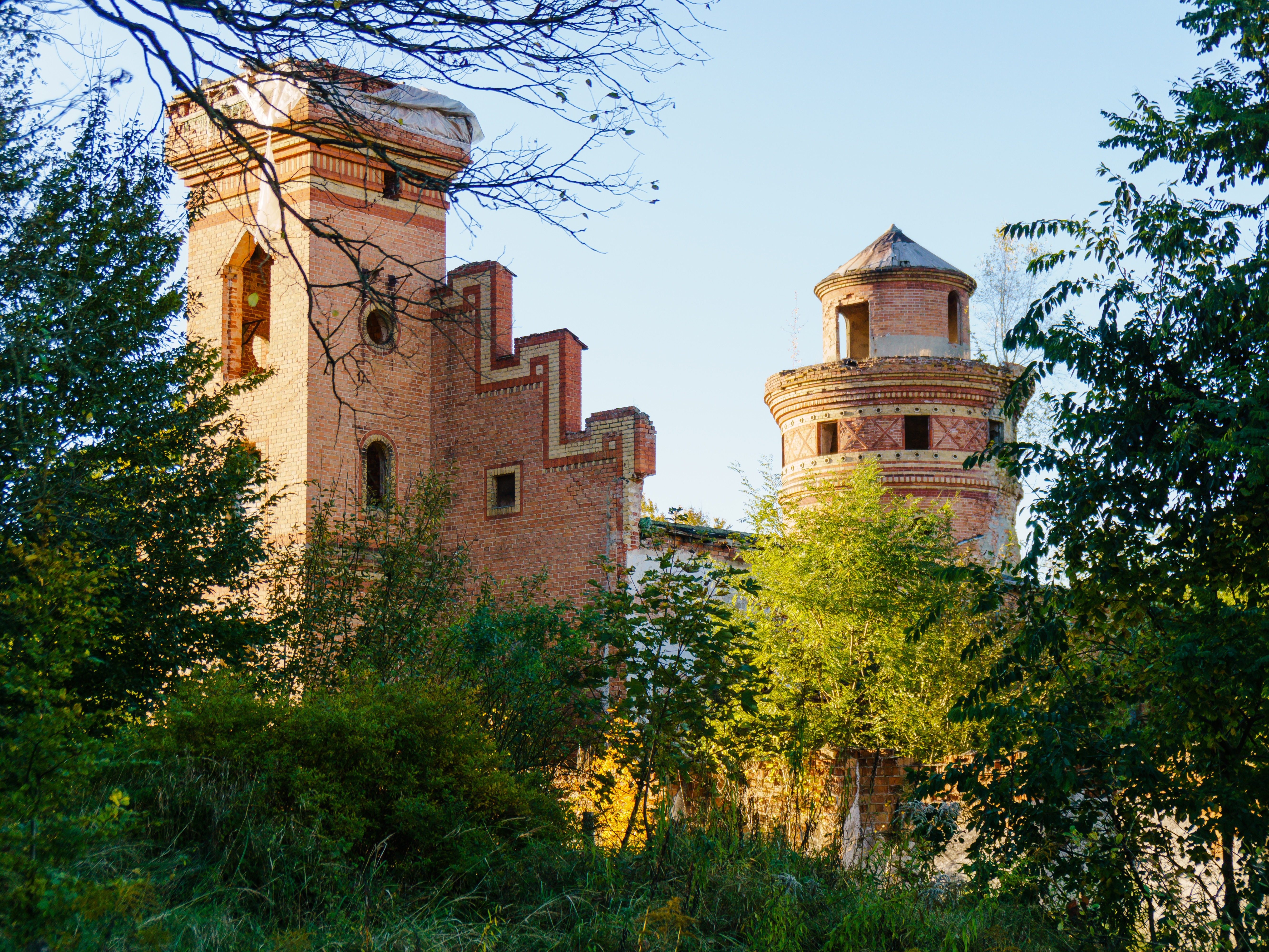
Kornspeicher (2017)
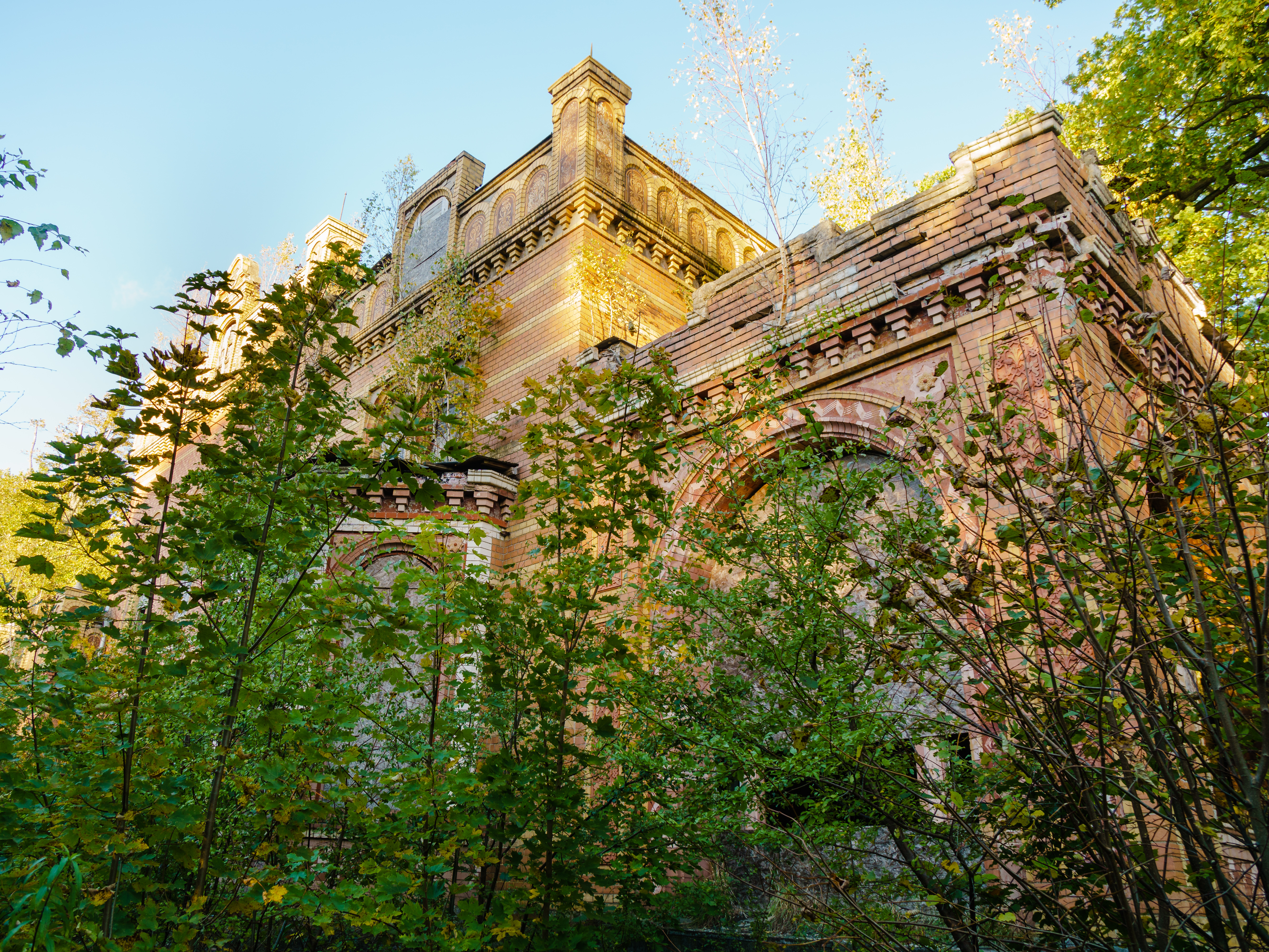
Herrenhaus – Fassade (2017)
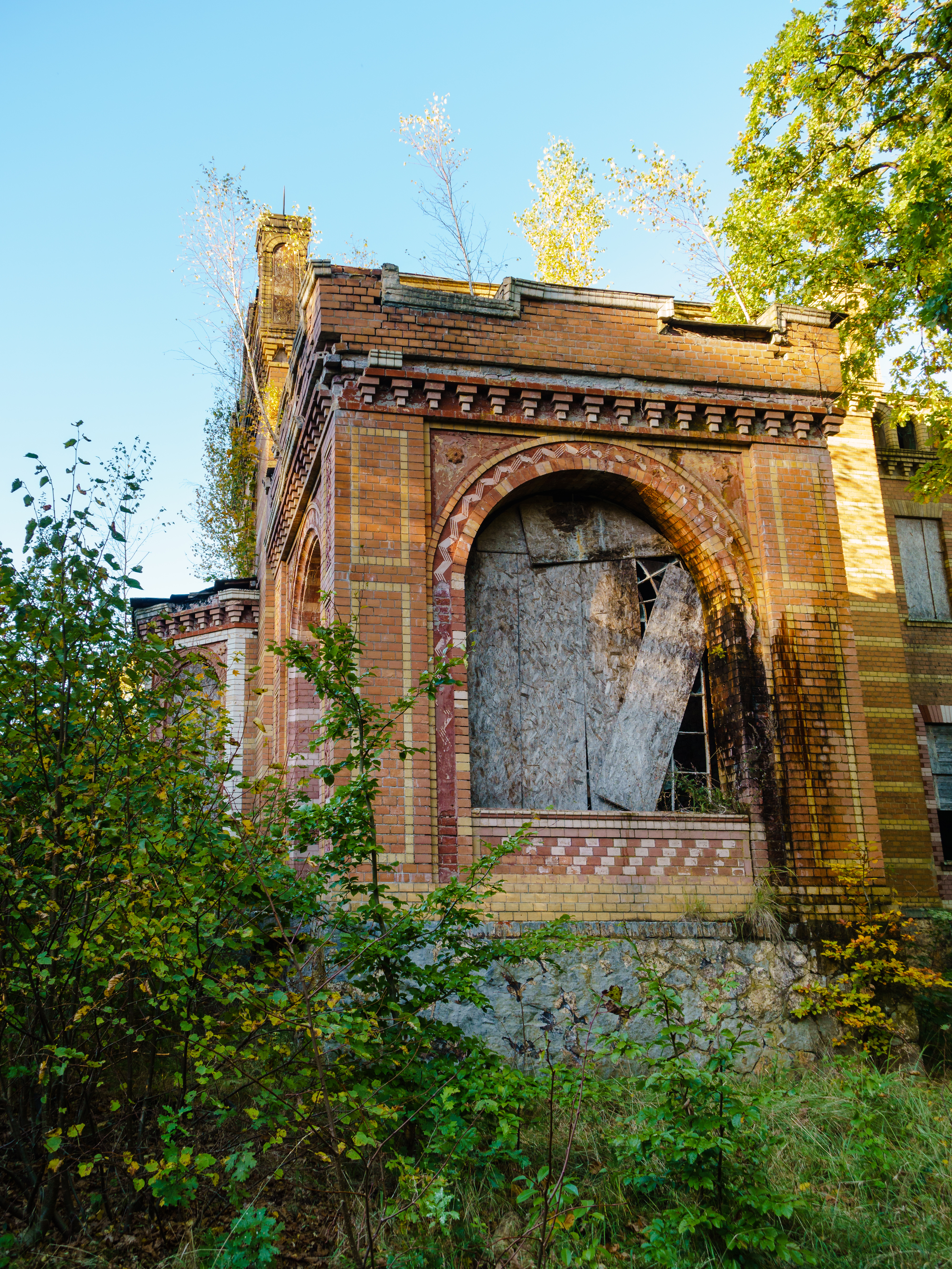
Herrenhaus – Fenster (2017)
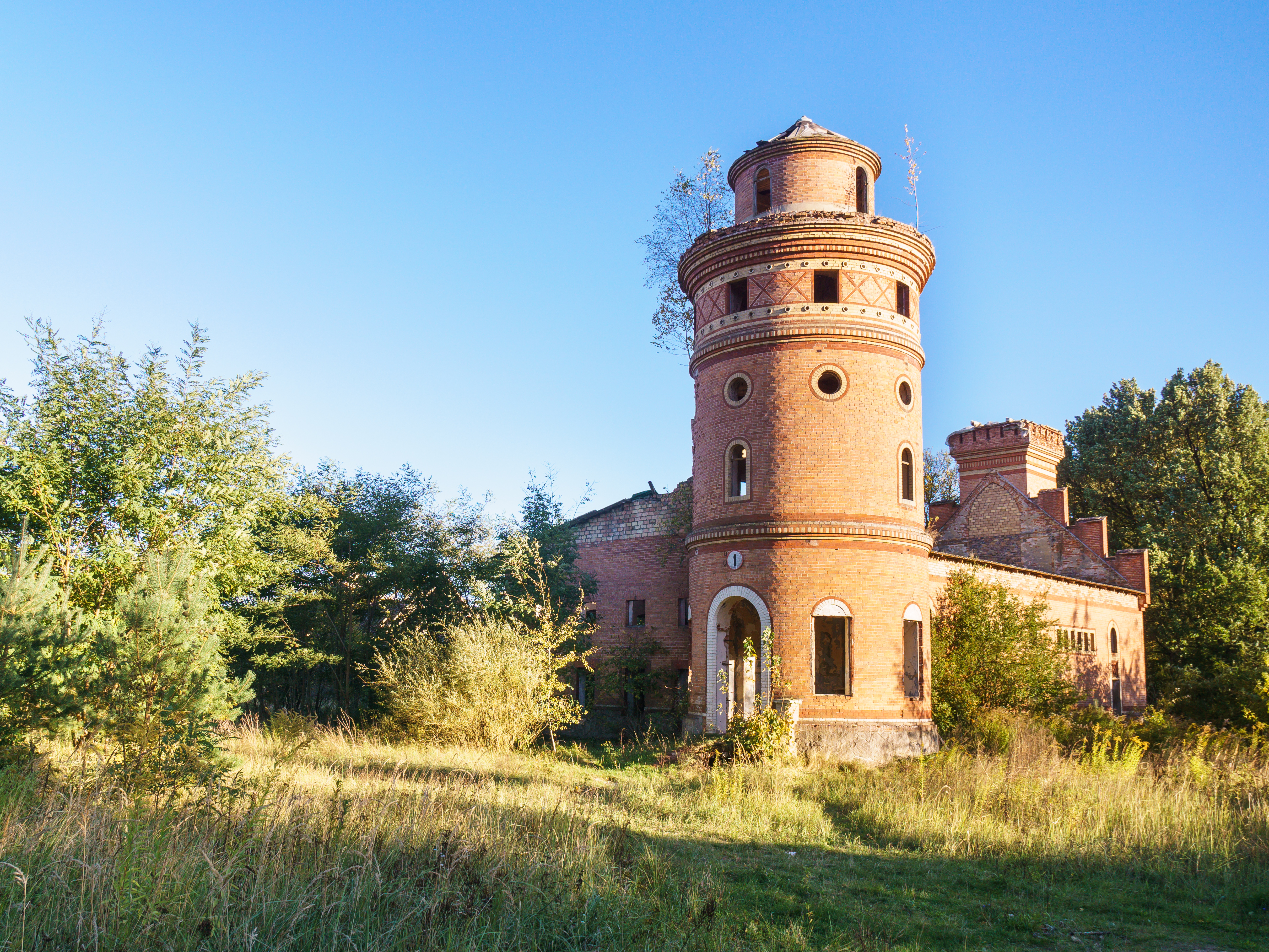
Rundturm des Kornspeichers (2017)
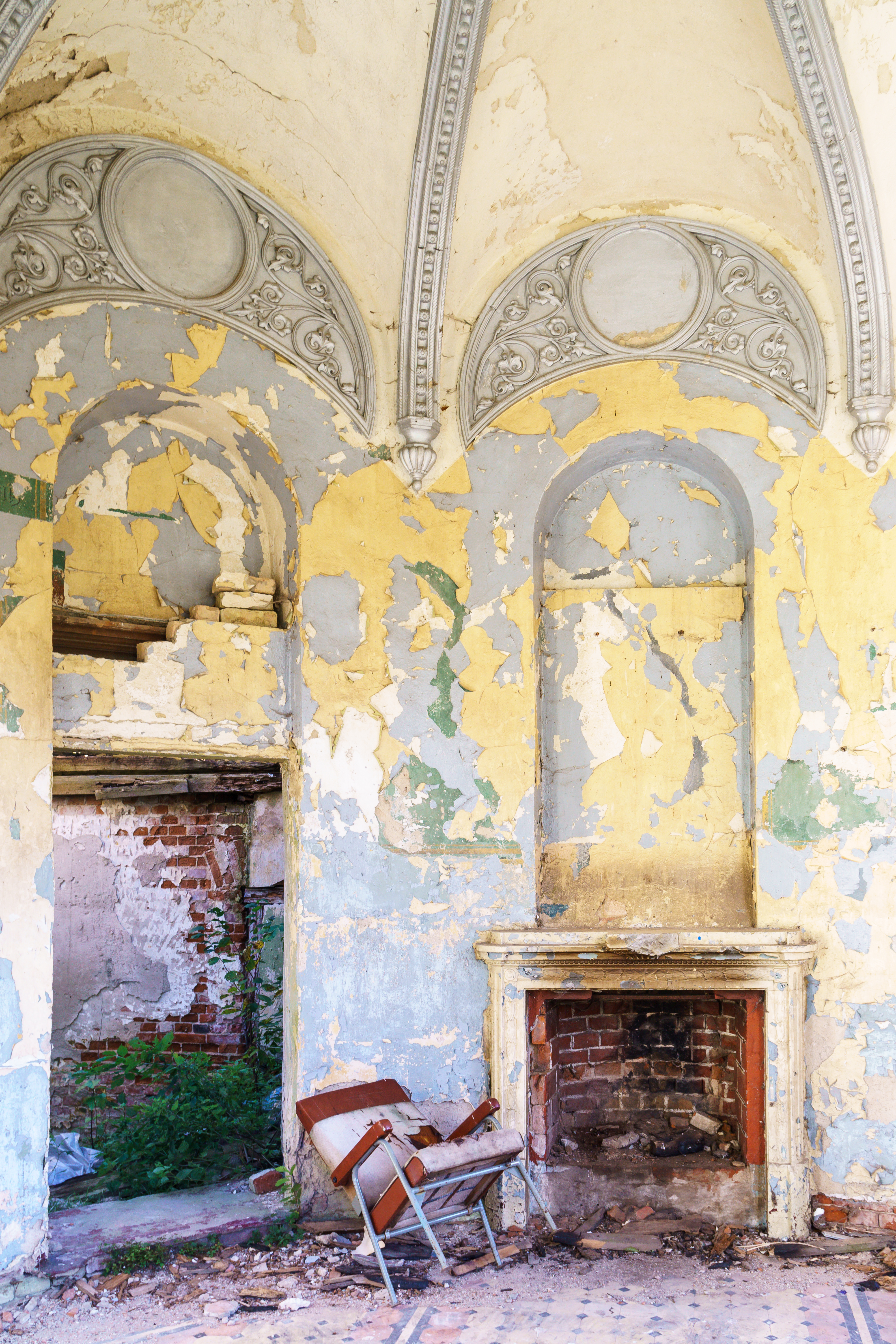
Kaminzimmer im Rundturm des Kornspeichers (2017)
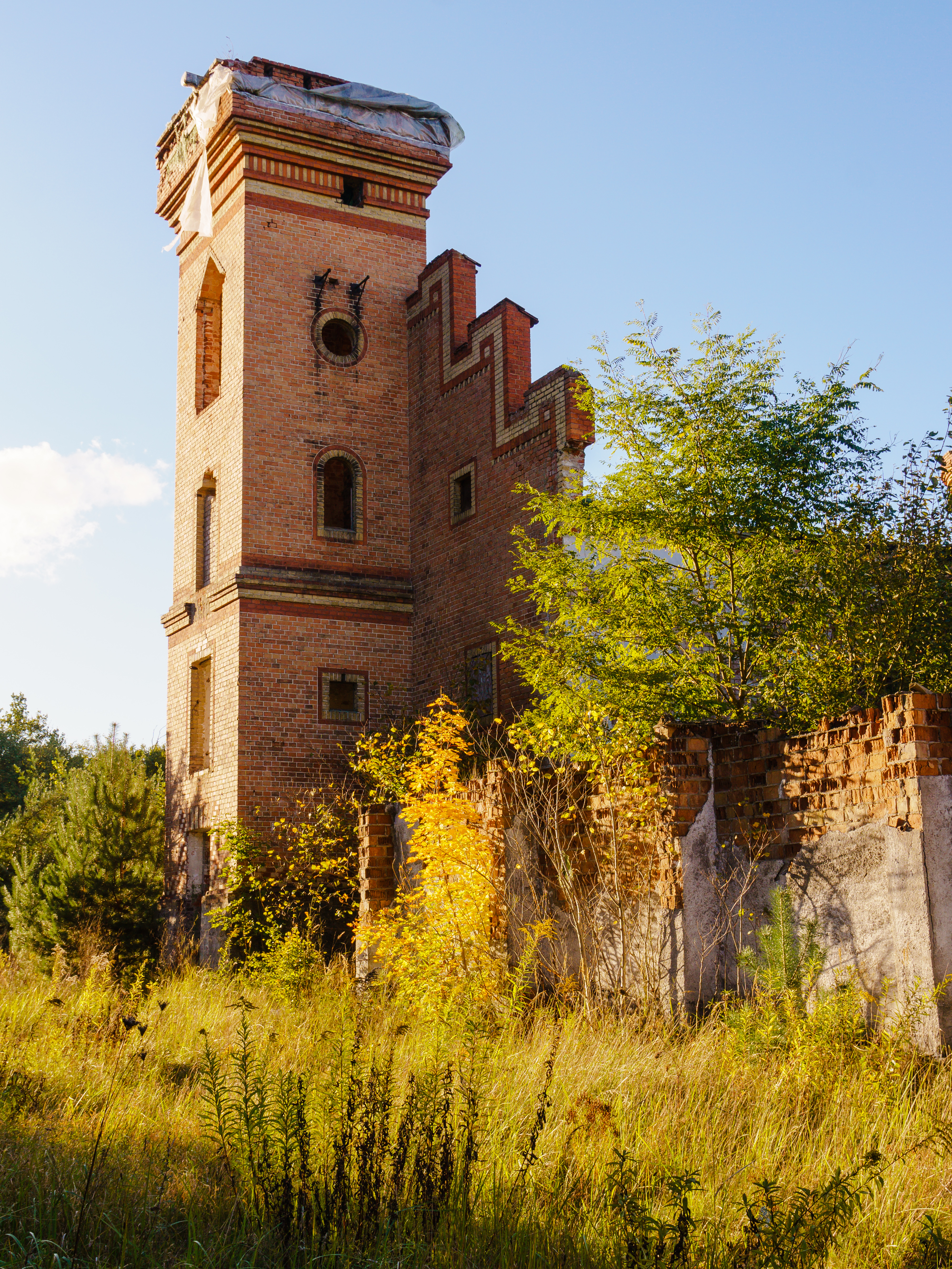
Turm des Kornspeichers (2017)

Zustand 2020

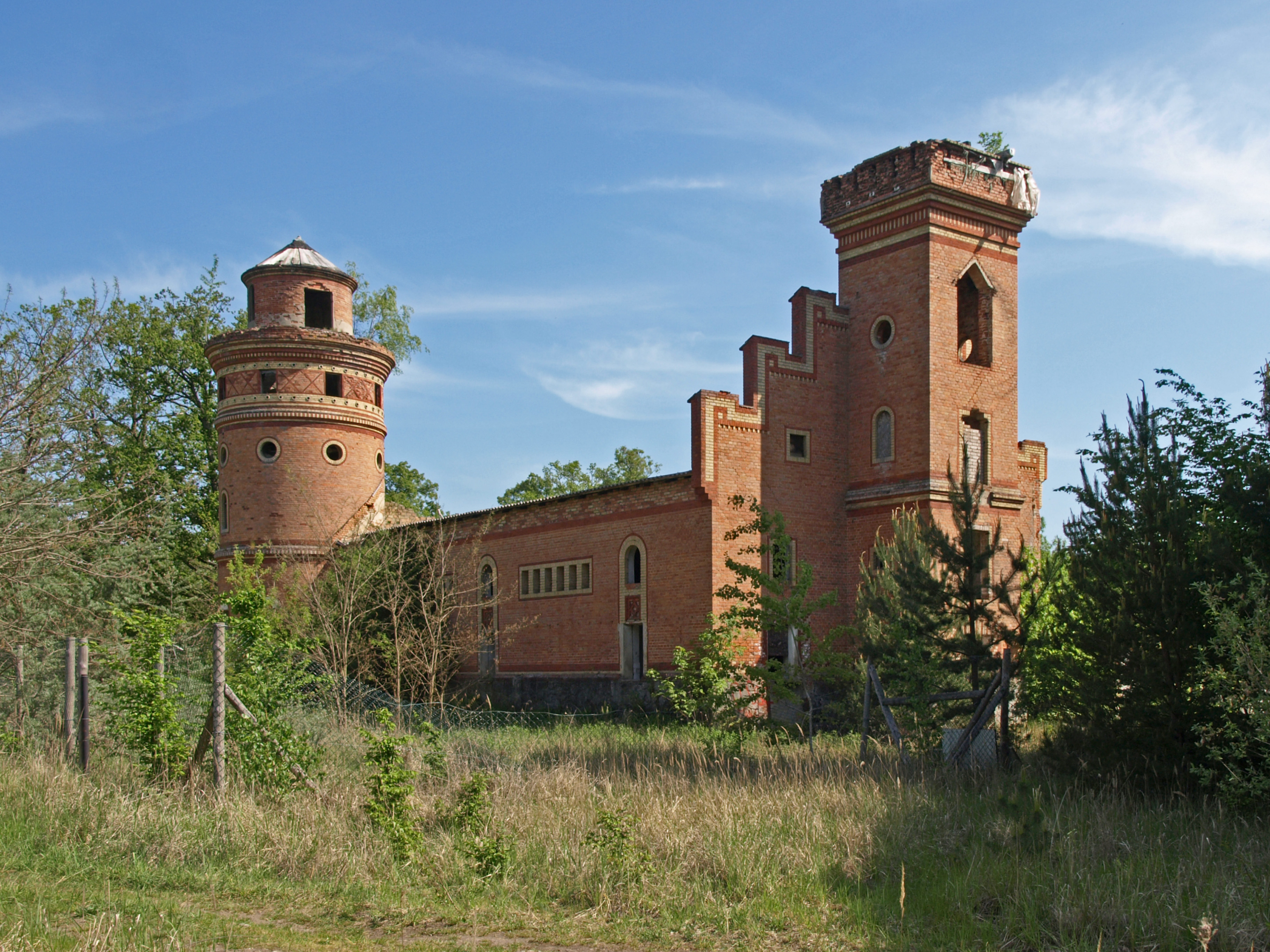
Kornspeicher (2019)
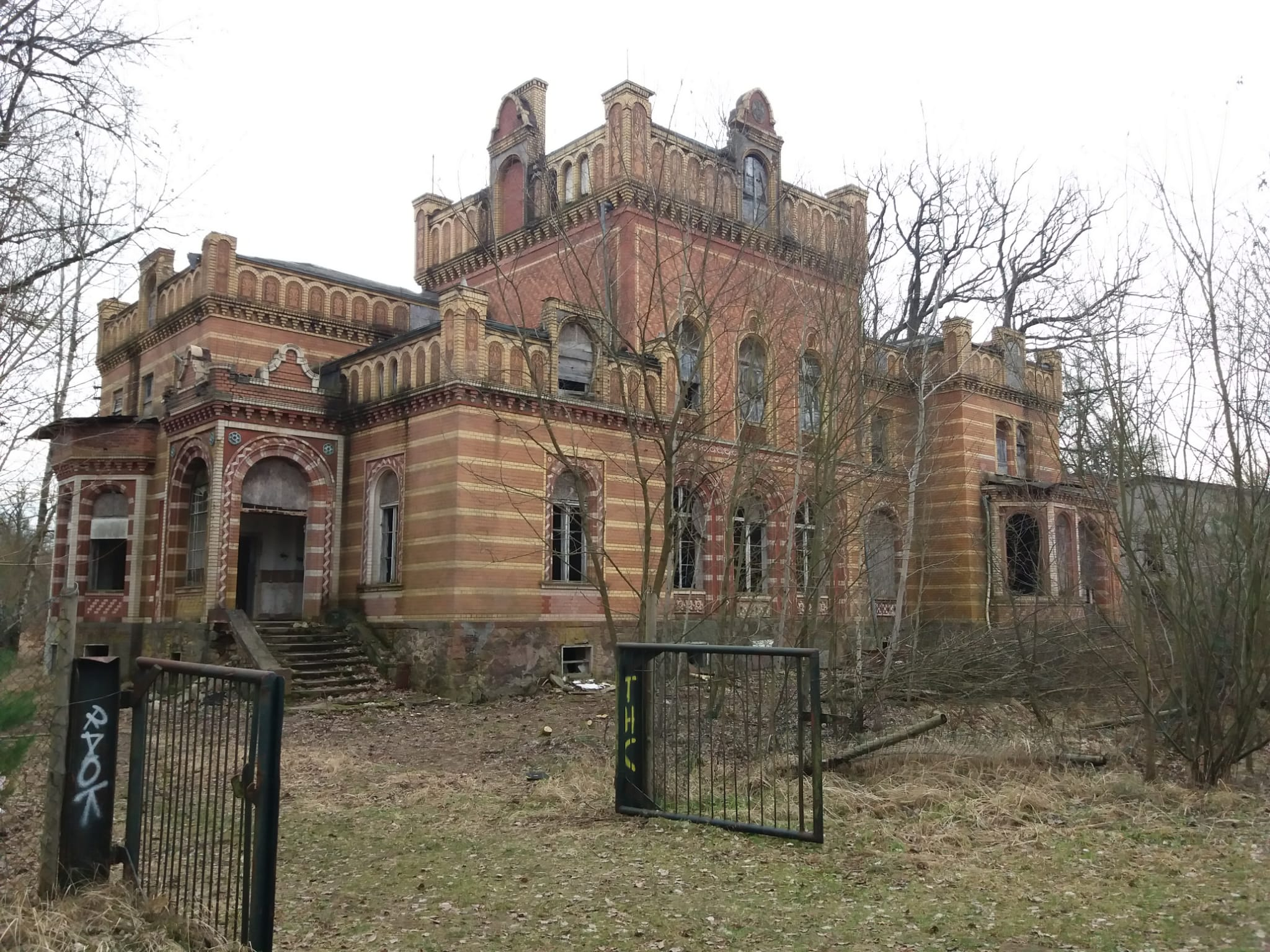
Herrenhaus (2020)
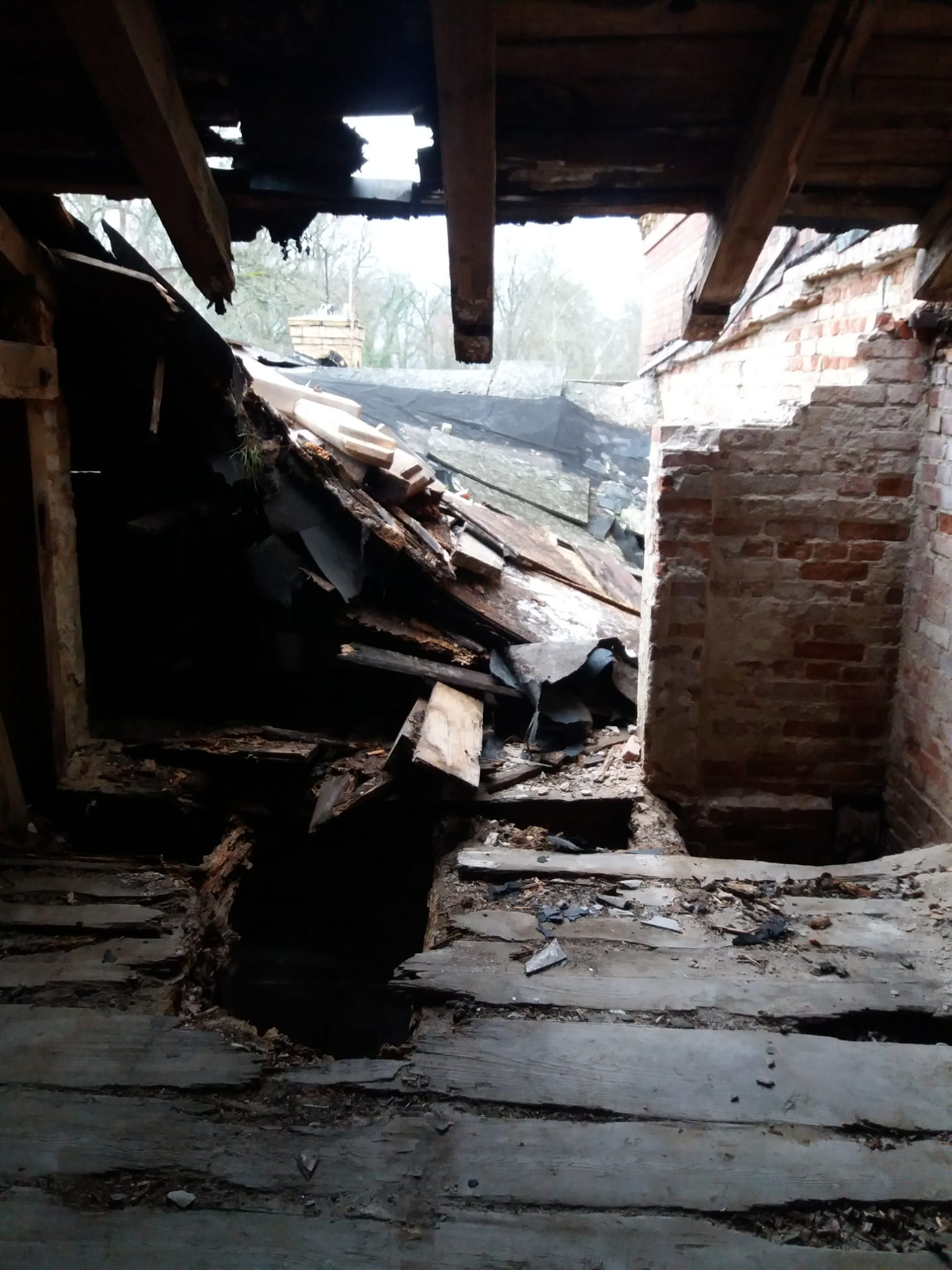
Dach des Herrenhauses (2020)